# Dynastins arvinge
Dynastins arvinge (engelsk originaltitel "Conqueror"), är den femte boken om Djingis och Kublai khan i serien Erövraren av Conn Iggulden. Den publicerades 2011 i England och utkom i en svensk översättning i september 2012.

## Handling
Dynastins arvinge är femte delen i Conn Igguldens serie om Djingis khan och det arv han lämnade efter sig, det största imperium världen någonsin skådat. 